# VIII Festival olimpico invernale della gioventù europea
Il VIII Festival olimpico invernale della gioventù europea si è svolto nel 2007 a Jaca, in Spagna, dal 18 al 24 febbraio.

## I Giochi

### Discipline sportive
Durante la terza edizione del Festival si sono disputati 20 eventi sportivi di 6 discipline.
- Biathlon (dettagli)
- Hockey su ghiaccio (dettagli)
- Pattinaggio di figura (dettagli)
- Sci alpino (dettagli)
- Sci di fondo (dettagli)
- Snowboard (dettagli)

### Calendario[1]
| ● | Cerimonia di apertura | ● | Competizioni | ● | Finali | ● | Cerimonia di chiusura |

| Sport                 | Febbraio | Febbraio | Febbraio | Febbraio | Febbraio | Febbraio |
| Sport                 | 18       | 19       | 20       | 21       | 22       | 23       |
| --------------------- | -------- | -------- | -------- | -------- | -------- | -------- |
| Cerimonie             | ●        |          |          |          |          | ●        |
| Biathlon              |          |          |          | 2        |          | 2        |
| Hockey su ghiaccio    |          | ●        | ●        | ●        | ●        | 1        |
| Pattinaggio di figura |          | ●        | ●        | 1        | 1        |          |
| Sci alpino            |          | 1        | 1        | 1        | 1        |          |
| Sci di fondo          |          |          | 2        |          | 3        |          |
| Snowboard             |          | ●        | 2        | 2        |          |          |
| Sport                 | 18       | 19       | 20       | 21       | 22       | 23       |
| Sport                 | Febbraio |          |          |          |          |          |

## Medagliere
Paese ospitante
| Pos.   | Paese               |    |    |    |    |
| ------ | ------------------- | -- | -- | -- | -- |
| 1      | Russia              | 4  | 3  | 4  | 11 |
| 2      | Germania            | 3  | 3  | 3  | 9  |
| 3      | Austria             | 2  | 3  | 3  | 8  |
| 4      | Norvegia            | 2  | 2  | 2  | 6  |
| 5      | Bielorussia         | 2  | 0  | 0  | 2  |
| 5      | Slovenia            | 2  | 0  | 0  | 2  |
| 7      | Francia             | 1  | 3  | 2  | 6  |
| 8      | Svizzera            | 1  | 2  | 3  | 6  |
| 9      | Italia              | 1  | 1  | 1  | 3  |
| 10     | Bulgaria            | 1  | 0  | 0  | 1  |
| 10     | Spagna              | 1  | 0  | 0  | 1  |
| 12     | Finlandia           | 0  | 1  | 1  | 2  |
| 13     | Serbia e Montenegro | 0  | 1  | 0  | 1  |
| 13     | Svezia              | 0  | 1  | 0  | 1  |
| 15     | Croazia             | 0  | 0  | 1  | 1  |
| Totale | Totale              | 20 | 20 | 20 | 60 |
| Note:  |                     |    |    |    |    |